# Smeringopina
Smeringopina is een geslacht van spinnen uit de familie trilspinnen (Pholcidae).

## Soorten
Het geslacht kent de volgende soorten:
- Smeringopina africana (Thorell, 1899)
- Smeringopina armata (Thorell, 1899)
- Smeringopina beninensis Kraus, 1957
- Smeringopina bineti (Millot, 1941)
- Smeringopina camerunensis Kraus, 1957
- Smeringopina guineensis (Millot, 1941)
- Smeringopina pulchra (Millot, 1941)
- Smeringopina simplex Kraus, 1957